# Anthurium ravenii
Anthurium ravenii är en kallaväxtart som beskrevs av Thomas Bernard Croat och R.A.Baker. Anthurium ravenii ingår i släktet Anthurium och familjen kallaväxter. Inga underarter finns listade.